# Rhinotropis lindheimeri
Rhinotropis lindheimeri är en jungfrulinsväxtart som först beskrevs av Asa Gray, och fick sitt nu gällande namn av J.R.Abbott. Rhinotropis lindheimeri ingår i släktet Rhinotropis och familjen jungfrulinsväxter.

## Underarter
Arten delas in i följande underarter:
- R. l. eucosma
- R. l. parvifolia